# Колваленца (Перуђа)
Колваленца је насеље у Италији у округу Перуђа, региону Умбрија.
Према процени из 2011. у насељу је живело 747 становника. Насеље се налази на надморској висини од 330 м.